# Ё
Ё (gemen: ё) är en bokstav i det kyrilliska alfabetet. Den uttalas oftast som jå, men i ryskan uttalas den som å efter konsonanterna ж, ч, ш och щ. Bokstaven Ё är alltid betonad. Vid transkribering av ryska skriver man antingen jo, io (efter t) eller o (efter j) i svensk text och [jo] eller [o] i IPA. Vid translitteration till latinska bokstäver enligt ISO 9 används ë (latinskt e med trema).

## Teckenkoder i datorsammanhang
| Teckenkoder        | Versal: Ё                  | Gemen: ё                 |
| ------------------ | -------------------------- | ------------------------ |
| Namn (Unicode)     | CYRILLIC CAPITAL LETTER IO | CYRILLIC SMALL LETTER IO |
| Kodpunkt (Unicode) | U+0401                     | U+0451                   |
| HTML               | Ё                          | ё                        |